# Defecte (tecnologia)
|  | Aquest article tracta sobre l'alteració negativa d'un procés de producció. Si cerqueu altres defectes de caràcter tecnològic, vegeu «defecte». |

Un defecte en enginyeria de processos, qualitat i estadística és qualsevol desviació negativa del funcionament respecte a l'acceptable, esperat o habitual. Els defectes poden ser originats per diverses causes i tenir conseqüències. Les causes poden ser per exemple errors de disseny, errors d'implementació, errors humans, l'ús o l'aparició de danys. Les conseqüències poden incloure mal funcionament, pèrdues energètiques, malbaratament de matèries primeres, pèrdua de qualitat, deficiències de seguretat o danys al medi ambient, entre d'altres. Segons Monge-Blanke els orígens més comuns als controladors són sensors, fonts d'alimentació i programari.

## Tipus de defectes
Els defectes que apareixen en un procés es poden classificar de diverses formes. Les més habituals són segons la seva importància, localització, temps d'aparició i forma.

### Segons la seva importància
- Desviacions acceptables sobre el funcionament normal del procés.
- Defectes, es produeixen despeses innecessàries, desperfectes lleus però continuats en el temps o greus però limitats en el temps.
- Defectes catastròfics, on es produeix una interrupció del funcionament del sistema.

### Segons la seva localització
- Interns, depèn del component que falla, en un sistema informàtic de control pot ser, per exemple, el sensor, el sistema o l'actuador.
- Externs, com per exemple que les interaccions entre els sistema i el medi ambient no són compatibles amb els objectius, les entrades externes contenen elements no adequats, o una mala manipulació.

### Segons el temps d'aparició
- Abrupts, on l'aparició se sobtada i, normalment, considerable.
- Incipients o evolutius, on la seva afectació és inicialment menor però es van incrementant a mesura que augmenta el temps sense actuació. Es poden modelar com una rampa, paràbola o una exponencial.
- Intermitents, on la seva aparició no és constant al llarg del temps.

### Segons la seva forma
- Additius, on canvia la sortida depenen de la magnitud de la falta, i no depèn de les entrades. Es modela com un senyal que se suma a la sortida. Ex: desviacions de sensors, pertorbacions externes, fuites dels sistema.
- Multiplicatius, on canvia la sortida depenen de la magnitud de la falta i de les entrades. Es modela com un canvi de paràmetres del model. Ex: guany del sensor, deteriorament, corrosió…

## Control tolerant a faltes
L'objectiu de la teoria de control és aconseguir que un procés segueixi les consignes, complint amb els requisits: sobrepic màxim, temps de pujada, temps d'establiment. Però, el control per si mateix no és capaç de detectar defectes. Un sistema informàtic de control s'ajusta a un model que funciona correctament, i intenta compensar les desviacions normals per tenir-lo sota control. Però si apareix una falta, el sistema no es comporta com el model i el controlador pot deixar de ser efectiu. El FTC (de l'anglès Fault Tolerant Control, en català: "control tolerant a faltes") incorpora tècniques per fer que el control de gestió sigui efectiu també quan es produeixen faltes. Els objectius del FTC són procurar que el sistema estigui en funcionament tant com sigui possible, inclús amb la presència de faltes, sempre que el rendiment i la seguretat (tant del sistema com l'entorn) es mantinguin acceptables.

## Classificació de les tècniques
En funció de la mida de la falta poden ser:
- Passives: Control robust. Un sol controlador es comporta bé inclús si es produeixen faltes.
- Actives:
  - Control adaptatiu: El control s'ajusta automàticament per fer front als canvis.
  - Gestió de la falta
- Operació normal: Re-configuració del sistema, acomodar-se a la falta, si la falta és petita.
- Funcionament degradat: Redueixen els objectius del rendiment que hem de complir, si la falta és major i no es pot compensar completament.
- Parada segura: si la falta és tan gran que no es pot operar de manera segura.

Les tècniques que s'utilitzen han de complir una sèrie de tasques.
- Detecció: Indica si hi ha o no falta.
- Diagnòstic: Determinar el conjunt de components que expliquen el motiu de la falta.
  - Aïllament: Localització, arran de l'origen, component defectuós.
  - Identificació: Mida, tipus, data i hora.
- Tolerar la falta
- Gestionar la falta

Un mètode hauria de ser capaç d'analitzar la possibilitat de complir els objectius quan es produeix una falta. A més, s'hauria de dissenyar de forma que pugui complir-los no només en mode d'operació normal, sinó quan es produeixen faltes.